# The Scotsman Hotel
 (janvier 2019).
The Scotsman Hotel Edinburgh a ouvert ses portes en 2001 dans le bâtiment édouardien (1905) qui abritait le journal The Scotsman depuis près d'un siècle. L'hôtel est situé sur North Bridge entre le Royal Mile et Princes Street, chevauchant ainsi la vieille ville médiévale d'Édimbourg et la nouvelle ville géorgienne.

## Propriété
Le Scotsman fait partie de JJW Hotels & Resorts et a été acheté par le Sheikh Al Jaber pour 63 millions de livres sterling en 2006. En août 2007, JJW a acquis The Eton Collection. 
L'hôtel est entré en liquidation en juin 2016 et a été vendu au groupe G1 pour un montant non divulgué en février 2017. 

## Bâtiment
Dans les années 1900, le North Bridge reliant les villes nouvelles et anciennes d’Édimbourg a été élargi. Une bâtisse élevée, dans laquelle le journal The Scotsman a déménagé, y a été intégrée. L'ensemble forme une entrée imposante à la vieille ville. 
En 2001, le journal a déménagé dans ses propres bureaux à Holyrood et le bâtiment a été rénové pour devenir l'hôtel The Scotsman. 

## Fantômes
Le bâtiment aurait été "hanté par une foule de fantômes, dont un imprimeur fantôme et un faussaire fantôme", évoquant à l'époque les bureaux de l'Edinburgh Evening News. 

## Récompenses
- Élu l'un des meilleurs hôtels du monde - Condé Nast Traveler, 2007
- Élu comme l'un des meilleurs hôtels du monde - Departures Magazine
- Hôtel de l'année - The Automobile Association, 2002[4]
- Un des meilleurs hôtels d'affaires du Royaume-Uni - Condé Nast Traveler, 2007
- L'un des 20 meilleurs hôtels britanniques - Tatler, 2004
- Simon Fraser a été nommé gérant de l'année du restaurant Rising Star - Prix des hôtels écossais de l'année 2008[5]
- Hôtel membre du groupe Preferred Hotels & Resorts .

## Galerie

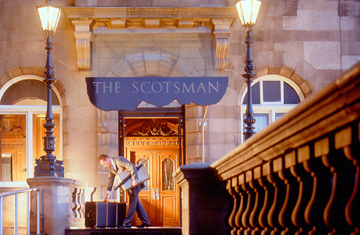
Entrée de l'hôtel The Scotsman.
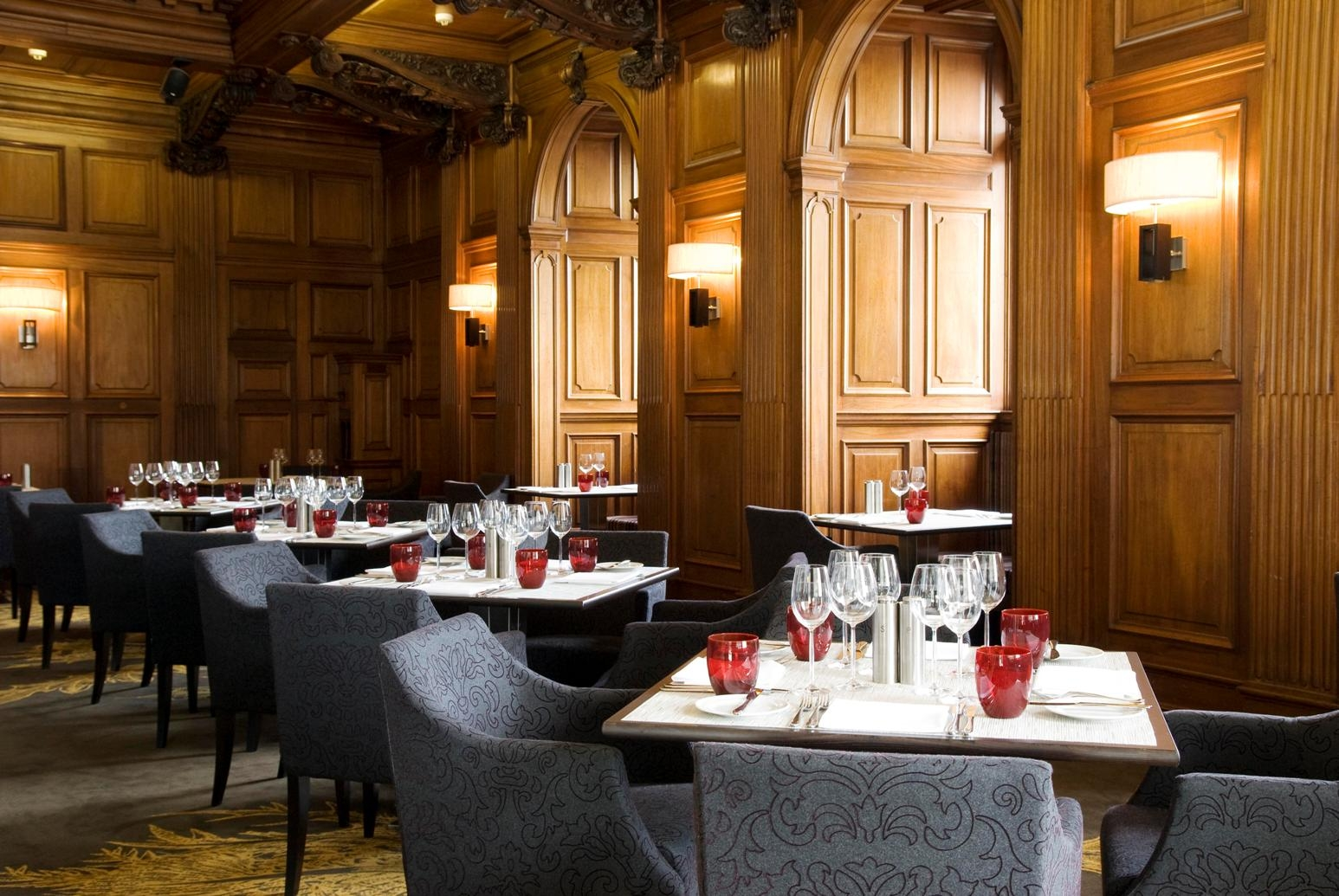
À l'origine réception du journal The Scotsman, le nouvel hôtel conserve bon nombre des caractéristiques d'origine.
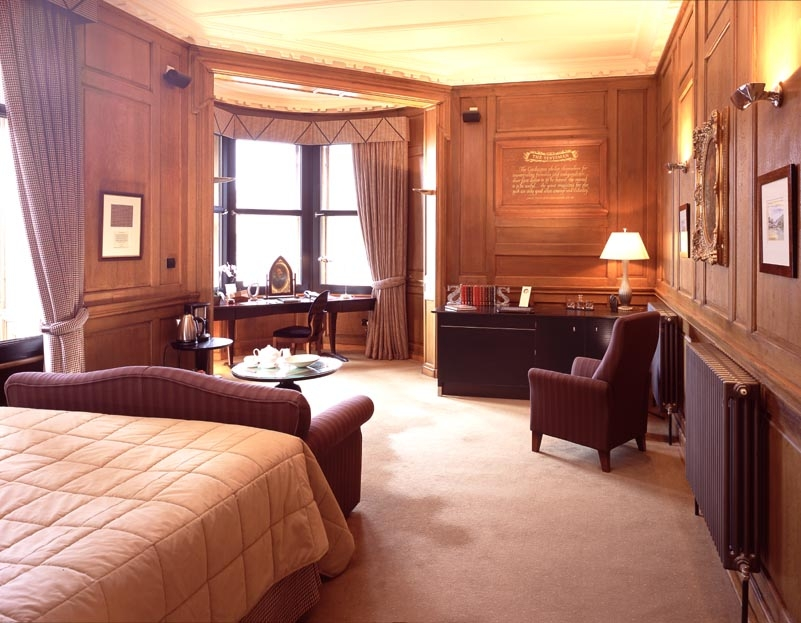
Un des anciens bureaux de l'éditeur, désormais une chambre de luxe à l'hôtel Scotsman.
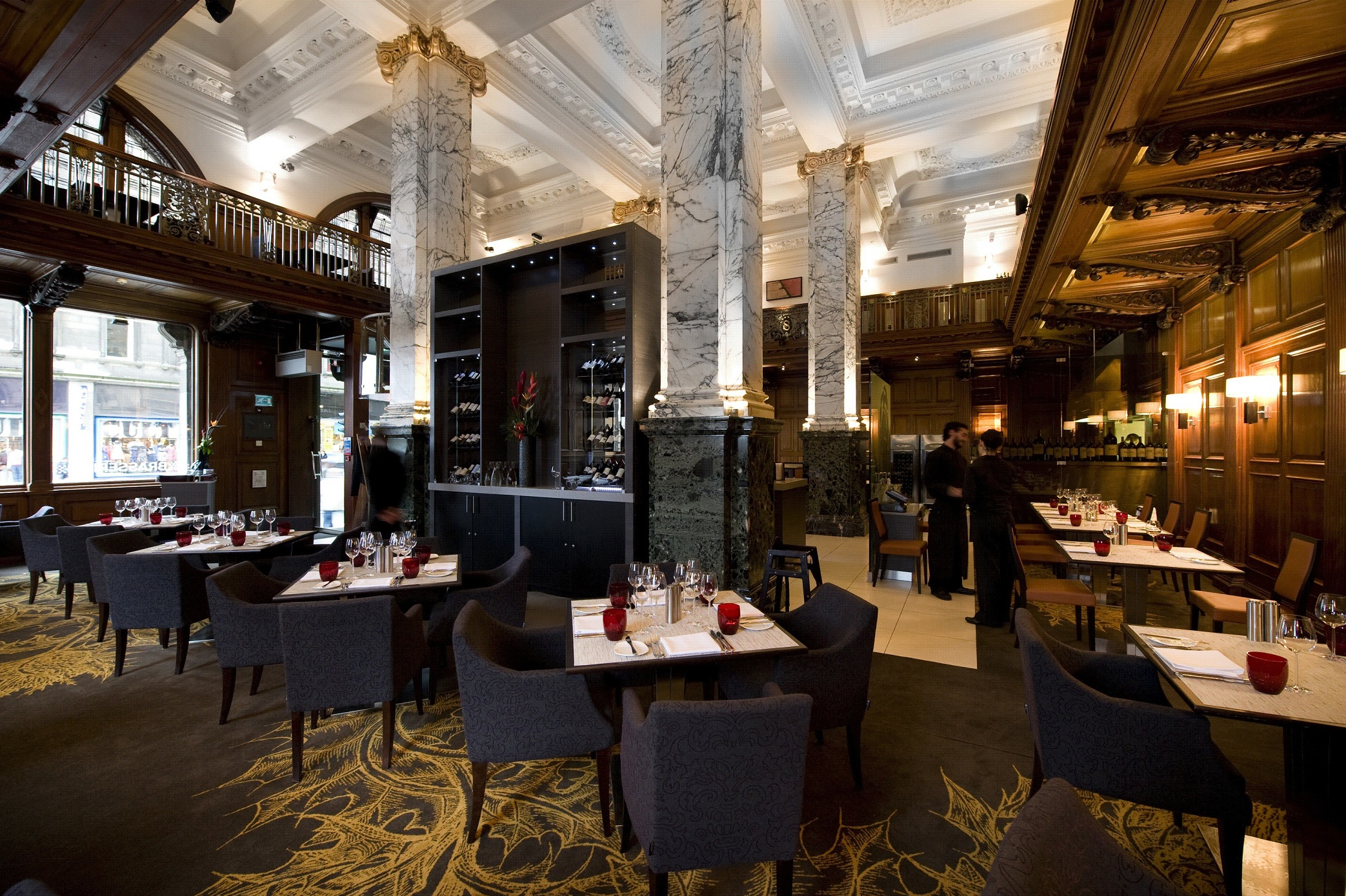
À l'origine, réception de l'ancien journal The Scotsman, la nouvelle brasserie North Bridge conserve de nombreuses caractéristiques d'origine, telles que des piliers en marbre.